# Thinophilus vinculatus
Thinophilus vinculatus är en tvåvingeart som beskrevs av Harmston och Wilhelm Ludwig Rapp 1968. Thinophilus vinculatus ingår i släktet Thinophilus och familjen styltflugor.
Artens utbredningsområde är Nebraska. Inga underarter finns listade i Catalogue of Life.